# Eophasma
Eophasma fue un género fósil de nematodos. Data del Jurásico, más o menos entre los 196.5 a 189.6 Ma. Fue hallado en Osteno, en la formación de Kieselkalk (Lombardía, Italia). Solo hay constancia de una única especie, Eophasma jurasicum.
En 2011 el género se ubicó en la nueva familia Eophasmidae (Poinar, 2011), el cual también se colocó en el orden Desmoscolecida, superfamilia Desmoscolecoidea. No existen más datos o conocimientos de este género, como su aspecto o sus dimensiones.